# Prevenge
Prevenge è un film del 2017 di genere commedia dell'orrore, diretto, sceneggiato e interpretato da Alice Lowe, al suo debutto come regista.

## Trama
Incinta da alcuni mesi e incapace di superare con positività la morte di suo marito, deceduto in seguito a un incidente avvenuto durante una scalata, Ruth inizia a sentire degli ordini dalla bambina di cui è gravida. La piccola le ordina di iniziare ad uccidere, uno dopo l'altro, tutte le persone in qualche modo coinvolte in quella vicenda. La donna le dà ascolto e inizia colpendo il proprietario di un negozio di animali esotici, sgozzandolo con un coltello. Successivamente tocca al DJ che lavora in una discoteca, che la donna riesce a sedurre mascherando la sua gravidanza per poi evirarlo. In tale vicenda Ruth prova comunque compassione per la madre dell'uomo, una donna malata d'Alzheimer che la scambia per un'ex fidanzata del DJ.
Nel frattempo, Ruth continua a recarsi a visite regolari da un'ostetrica, tra i cui compiti rientra anche controllare la salute mentale della donna e determinare se il suo trauma è compatibile con il ruolo genitoriale. La donna riesce a intuire che qualcosa non va, tuttavia Ruth riesce a non farle capire cosa sta effettivamente accadendo. Ruth continua a colpire: assassina una manager che decide di licenziarla per via della gravidanza, dopo di che si finge interessata alla condivisione di un appartamento in cui vive una delle persone coinvolte con la morte del marito. Una volta qui, la donna uccide la vittima designata ma è costretta a colpire anche il suo coinquilino, suo malgrado spettatore del delitto.
Ruth organizza dunque una lezione con l'istruttore che ritiene più di tutti responsabile della morte di suo marito: a differenza di quanto accaduto con le altre vittime, con lui Ruth non riesce ad arrivare al dunque e rimanda costantemente l'assassinio. La donna procede dunque con un'altra vittima: una donna sportiva che vive da sola. Ruth si introduce in casa sua fingendo di lavorare per un'associazione benefica e di necessitare del bagno, per poi accoltellarla. La donna riesce a picchiare Ruth ed a chiamare la polizia prima dell'omicidio, tuttavia l'assassina riesce a fuggire ed a convincere l'ostetrica di essersi fatta di lividi sbattendo.
Nella serata di halloween, Ruth riesce a imbucarsi nella stessa festa a cui prende parte l'istruttore di scalate. Dopo aver seguito a lungo l'istruttore, la donna riesce a restare da sola con lui in una stanza ed a minacciarlo con un coltello: proprio mentre l'uomo cerca di sventare un'aggressione, Ruth inizia ad avere le doglie. Ruth viene portata in ospedale e il parto avviene senza complicazioni: la bambina le viene regolarmente assegnata e, dalla nascita in poi, Ruth non percepisce più ordini da parte della neonata. Alcuni mesi più tardi, la donna incontra l'istruttore di scalata proprio in montagna: Ruth finge di averlo perdonato, tuttavia al primo momento utile lo scaraventa in un burrone.

## Produzione
Le riprese si sono tenute a Cardiff mentre Lowe era realmente incinta. Lowe ha sviluppato l'idea del film proprio dopo aver scoperto di essere gravida, ottenendo con suo stesso stupore l'approvazione dell'opera nonostante i costi assicurativi che avrebbe comportato girare un film con una donna realmente incinta.

## Distribuzione
Il film è stato distribuito nei cinema a partire dal febbraio 2017.

## Accoglienza
Sull'aggregatore Rotten Tomatoes il film riceve il 91% delle recensioni professionali positive con un voto medio di 7,3 su 10 basato su 87 critiche, mentre su Metacritic ottiene un punteggio di 71 su 100 basato su 20 critiche.